# Починківський район (Смоленська область)
Починківський (рос. Починковский район) — адміністративна одиниця Смоленської області Російської Федерації.
Адміністративний центр — місто Починок.

## Географія
Починківський район розташовано у південно-західній частині Смоленської області, що входить до складу Центрального економічного району Нечорноземної зони Росії.
Загальна площа району становить 2 380,75 км².
Межує: на північному заході з Смоленським, на заході з Монастирщинським, на південному заході з Хіславицьким, на півдні з Шумяцьким, на південному сході з Рославльським, на сході із Єльнінським, на північному сході з Глинківським, на півночі з Кардимовським районами Смоленської області.
Центральна і східна частина району лежить на Смоленсько-Московській височині, північна і південна на Верхньодніпровській та Созько-Остерській низовинах відповідно.

## Історія
Район створено в 1929 з частин Смоленського, Краснинського, Єльнінського і Рославльського повітів Смоленської губернії.

## Адміністративний поділ
До складу району входять одне міське та 16 сільських поселень:
| Муніципальне утворення              | Чисельність населення, ос. | Площа, км² | Адміністративний центр |
| ----------------------------------- | -------------------------- | ---------- | ---------------------- |
| Починковське міське поселення       | 9,5 тис.                   | 11,06      | місто Починок          |
| Васьковське сільське поселення      | 1,133 тис.                 | 183,34     | село Васьково          |
| Даньковське сільське поселення      | 1,241 тис.                 | 93,03      | село Даньково          |
| Івановське сільське поселення       | 0,492 тис.                 | 76,32      | село Ламоново          |
| Клімщинське сільське поселення      | 0,928 тис.                 | 160,45     | село Клімщина          |
| Княжинське сільське поселення       | 1,206 тис.                 | 164,64     | село Княже-1           |
| Краснознаменське сільське поселення | 0,567 тис.                 | 105,38     | село Красне Знамя      |
| Ленінське сільське поселення        | 1,126 тис.                 | 194,04     | село Лучеса            |
| Лосненське сільське поселення       | 2,464 тис.                 | 176,05     | село Лосня             |
| Лисовське сільське поселення        | 1,004 тис.                 | 161,61     | село Лисовка           |
| Муригінське сільське поселення      | 1,525 тис.                 | 101,23     | село Муригіно          |
| Переснянське сільське поселення     | 1,778 тис.                 | 107,92     | село Пересна           |
| Прудковське сільське поселення      | 2,966 тис.                 | 103,6      | село Прудки            |
| Стодолищенське сільське поселення   | 4,74 тис.                  | 142,48     | селище Стодолище       |
| Стрігінське сільське поселення      | 0,57 тис.                  | 122        | село Стрігіно          |
| Шаталовське сільське поселення      | 5,947 тис.                 | 115,17     | село Шаталово          |
| Шмаковське сільське поселення       | 0,522 тис.                 | 173,9      | село Шмаково           |